# 威爾斯航空

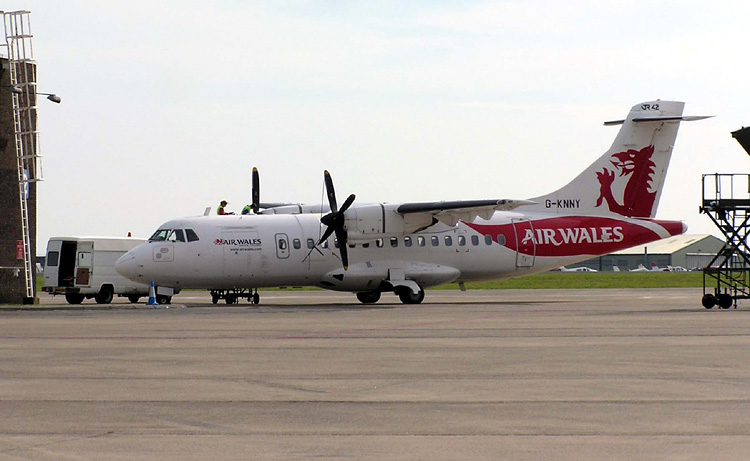
停在加的夫國際機場的ATR 42 (2004年)

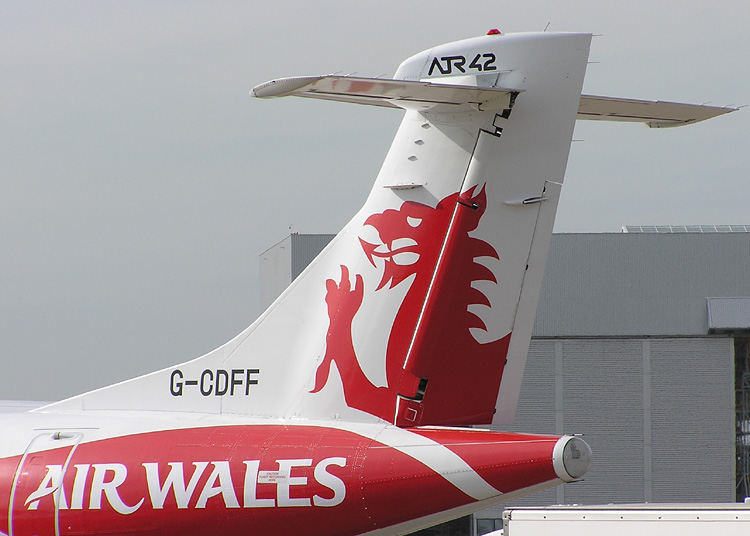
威爾斯航空的機尾標誌是紅龍

威爾斯航空（英語：Air Wales）是英國一家已停止运作的航空公司，基地設在加的夫國際機場，提供定期區域航班服務，主要在大不列顛、法國和比利時。由於受到廉價航空公司的激烈競爭和成本不斷上升，威爾斯航空終在2006年4月23日停止營運。

## 歷史
威爾斯航空於1997年成立，2000年1月正式營運，創辦人為羅伊·托馬斯。最初以威爾斯西部的彭博瑞機場為基地，有兩架飛機，120名員工，包括45名機組人員、20名工程師和20名空中服務員。威爾斯航空的名稱早就已經有公司採用，在70年代被联合王国航空併入。
2001年10月，航空公司把業務轉移至斯旺西機場，但由於旅客數目不足以令收司收支平衡，三年後放棄此航線。威爾斯航空決定把業務集中在加的夫以外的航線，2004年10月把營運基地搬至加的夫國際機場。
2005年12月，英倫寶貝航空取消兩者的夥伴關係，刪除的合作航線貝爾法斯特和格拉斯哥會由威爾斯航空負責。
2006年2月，威爾斯航空放棄所有普利茅夫航線，集中營運受旅客歡迎的航線。
由於廉價航空公司的激烈競爭和成本不斷上升，在2006年4月23日，威爾斯航空終止所有客運業務，改為營運包機和貨運業務，約80人因而失業。

## 機隊
威爾斯航空原本採用多尼爾228，後改用ATR 42，在2006年的機隊如下：
- 5架ATR 42-300